# Sublime (álbum)
Sublime  es el disco homónimo de la banda californiana Sublime y el tercero de su discografía, publicado originalmente en julio de 1996. Originalmente iba a llamarse Killin' It, pero la banda y la discográfica decidieron cambiar el nombre ya que el vocalista y guitarrista de la banda, Bradley Nowell falleció tiempo antes de lanzar el álbum. Este disco fue el mayor éxito comercial para la banda, siendo cinco veces disco de platino en 1999 y puso a Sublime entre las más destacadas bandas de rock alternativo en los 90. Su sencillo más conocido, "What I Got", fue una poco característica canción de pop. En el álbum se pueden hallar estilos como ska, dub, e influencias del Reggae con tiempos que van desde frenéticos - como "Seed", "Same in the End" y "Paddle Out" - hasta tiempos más lentos - como "Pawn Shop" y "Jailhouse", esta última es una versión de un tema original de Bob Marley.

## Listado de canciones
1. "Garden Grove" – 4:21
2. "What I Got" – 2:51
3. "Wrong Way" – 2:16
4. "Same in the End" – 2:37
5. "April 29, 1992 (Miami)" – 3:53
6. "Santeria" – 3:03
7. "Seed" – 2:10
8. "Jailhouse" – 4:53
9. "Pawn Shop" – 6:06
10. "Paddle Out" – 1:15
11. "The Ballad of Johnny Butt" – 2:11
12. "Burritos" – 3:55
13. "Under My Voodoo" – 3:26
14. "Get Ready" – 4:52
15. "Caress Me Down" – 3:32
16. "What I Got (Reprise)" – 3:02
17. "Doin' Time" – 4:14

### Sencillos
| Año  | Sencillo     | Lista                  | Posición |
| ---- | ------------ | ---------------------- | -------- |
| 1996 | "What I Got" | Mainstream Rock Tracks | N.º 11   |
| 1996 | "What I Got" | Modern Rock Tracks     | N.º 1    |
| 1997 | "Santeria"   | Adult Top 40           | N.º 38   |
| 1997 | "Santeria"   | Modern Rock Tracks     | N.º 3    |
| 1997 | "What I Got" | Adult Top 40           | N.º 39   |
| 1997 | "Wrong Way"  | Modern Rock Tracks     | N.º 3    |

## Créditos

### Sublime
- Bradley Nowell - voz, guitarra, órgano, sintetizador
- Eric Wilson - bajo, sintetizador
- Bud Gaugh - batería, percusión

### Personal adicional
- Marshall Goodman - tornamesa, percusión
- Miguel Happoldt - guitarra
- David Kahne - órgano, piano
- Paul Leary - guitarra
- Todd Foreman - saxofón
- Jon Blondell - trombón